# Musca
Musca Linnaeus, 1758, è un genere di insetti dell'ordine dei Ditteri (Brachycera: Muscidae), comprendente specie saprofaghe e onnivore, sia allo stato larvale sia allo stadio adulto.
Le specie del genere Musca sono comunemente chiamate mosche, per quanto questo termine sia usato genericamente per indicare molti altri ditteri più o meno simili sotto l'aspetto morfologico. La specie più comune e più conosciuta è la mosca domestica o mosca per antonomasia (Musca domestica)